# Agrypon rugifer
Agrypon rugifer là một loài tò vò trong họ Ichneumonidae.